# Batalla de Alcolea de Cinca
La batalla de Alcolea de Cinca del 10 de julio de 1413 fue una de las batallas de la revuelta del conde de Urgel.

## La batalla
Las tropas urgelistas fueron derrotadas en la batalla de Alcolea de Cinca por las tropas reales.

## Consecuencias
El fracaso en el asedio de Lérida, a pesar de la victoria en el combate de Margalef imposibilitó reunir los ejércitos del condado de Urgel y de Aragón. Mientras Antón de Luna se refugiaba en el castillo de Loarre, Jaime II de Urgel se refugió en Balaguer a la espera de la ayuda inglesa. La batalla acabó con la rendición del conde al rey el 31 de octubre de 1413. El castillo de Loarre cayó a principios de 1414, dándose por sofocada la revuelta.